# Louisa Connolly-Burnham

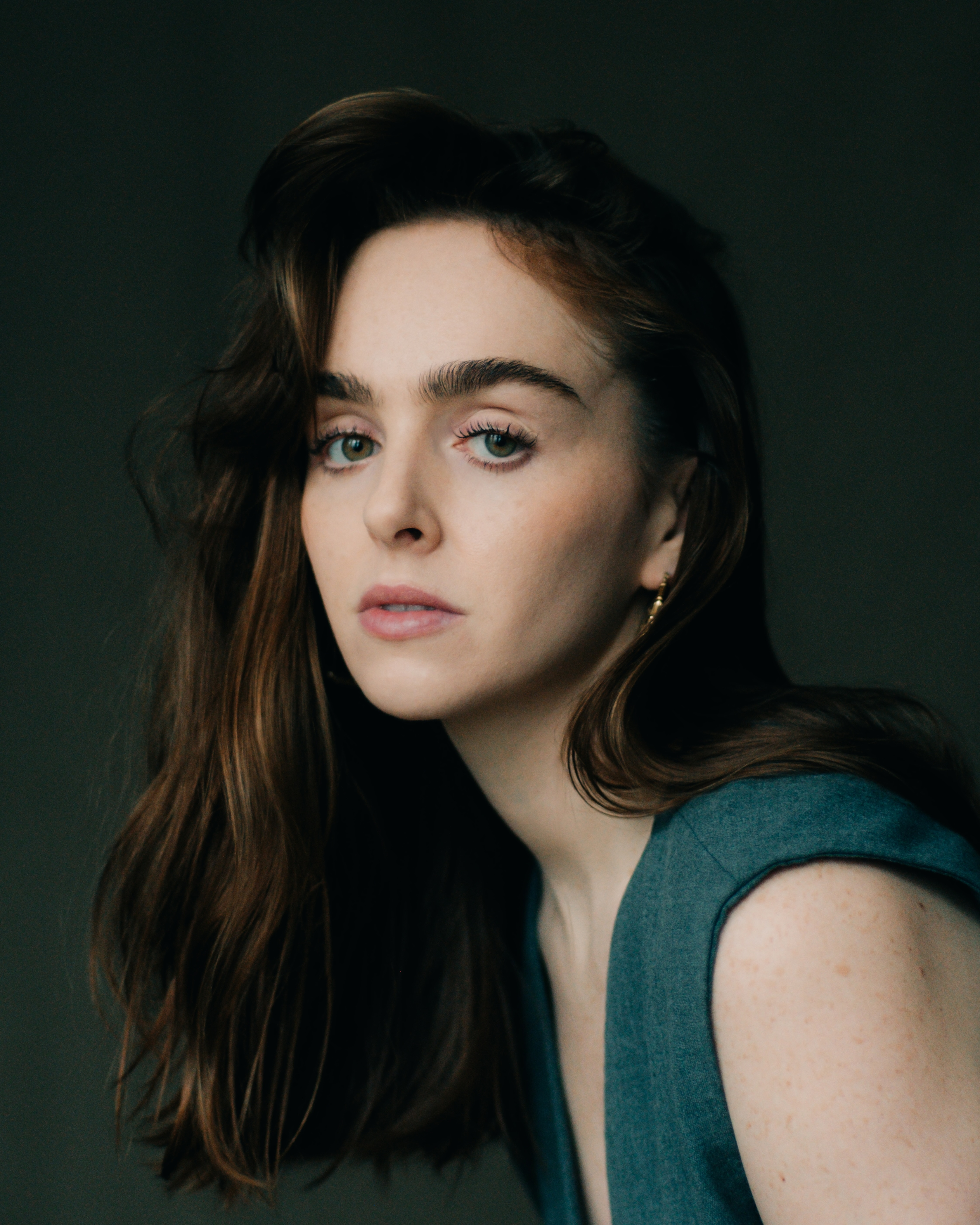
Louisa Connolly-Burnham

Louisa Sarah Anne Connolly-Burnham (* 23. Juni 1992 in Solihull, England) ist eine britische Schauspielerin.

## Leben und Karriere
Louisa Connolly-Burnham wurde am 23. Juni 1992 in Solihull als Tochter von Anthony Burnham und Tracey Connolly geboren. Sie wuchs in Buckinghamshire auf und lebt heute in London. Sie besuchte die Tring Park School for the Performing Arts, die sie nach zwei Jahren abschloss.
Ihre Schauspielkarriere begann sie 2007 mit dem Fernsehfilm Coming Down the Mountain. Danach folgte 2008 einen Episodenrolle in Inspector Barnaby, in der sie die Rolle der jungen Lou spielte. Bekannt wurde sie durch die Rolle der Shannon Kelly in Wolfblood – Verwandlung bei Vollmond, die sie seit 2012 spielt. Ab dem 3. Januar 2013 war sie als Willow Jenks in der Mystery-Seifenoper House of Anubis zu sehen. Die Serie basiert auf der belgischen Erfolgsserie Het Huis Anubis.

## Filmografie (Auswahl)
- 2007: Coming Down the Mountain (Fernsehfilm)
- 2008: Inspector Barnaby (Midsomer Murders, Fernsehserie, Episode 11x03)
- 2012–2014: Wolfblood – Verwandlung bei Vollmond (Wolfblood, Fernsehserie, 39 Episoden)
- 2013: House of Anubis (Fernsehserie, 41 Folgen)
- 2014: Call the Midwife – Ruf des Lebens (Call the Midwife, Fernsehserie, 1 Episode)
- 2016: Casualty (Fernsehserie, 1 Episode)
- 2016: Death in Paradise (Fernsehserie, 1 Episode)